# Tahay
Tahay (en gaèlic escocès: Taghaigh) és una illa, localitzada al grup de les Hèbrides Exteriors, a Escòcia. El nom de l'illa procedeix de l'antic nòrdic tagg-øi, el significat aproximat del qual "illa de pujol prominent".
Tahay ocupa una superfície de 53 hectàrees i el seu punt més alt s'alça a 65 msnm. L'illa constitueix la més gran del grup d'illes deshabitades enfront de la costa nord-oest de North Uist.
L'any 1846, sis famílies que havien estat desallotjades de casa seva de Pabbay per donar pas a les ovelles, es van traslladar a l'illa deshabitada de Tahay. Encara que l'illa no té les terres de cultiu, tenien l'esperança de guanyar-se la vida amb la pesca. No obstant això, va resultar ser massa dur i van renunciar a la lluita en la dècada de 1850 i va emigrar a Austràlia.
L'illa actualment és propietat del Govern Escocès i s'utilitza per al pasturatge d'ovelles i per treure'n torba.